# Bigger than the Universe
Bigger than the Universe è un singolo del cantautore svedese Anders Bagge, pubblicato il 26 febbraio 2022 su etichetta discografica Warner Music Sweden.

## Descrizione
Con Bigger than the Universe il cantautore ha preso parte a Melodifestivalen 2022, la competizione canora svedese utilizzata come processo di selezione per l'Eurovision Song Contest. Essendo risultato il più votato dal pubblico fra i sette partecipanti alla sua semifinale, ha avuto accesso diretto alla finale, dove si è piazzato al 2º posto su 12 partecipanti con 121 punti totalizzati. È stato il vincitore del televoto.

## Tracce
Testi e musiche di Anders Bagge, Jimmy Jansson, Peter Boström e Thomas G:son.
1. Bigger than the Universe – 3:02

## Classifiche

### Classifiche settimanali
| Classifica (2022) | Posizione massima |
| ----------------- | ----------------- |
| Svezia            | 2                 |

### Classifiche di fine anno
| Classifica (2022) | Posizione |
| ----------------- | --------- |
| Svezia            | 51        |